# Nokian Pyry
Nokian Pyry (w skrócie NoPy bądź Pyry) – fiński klub hokeja na lodzie z siedzibą w Nokii.

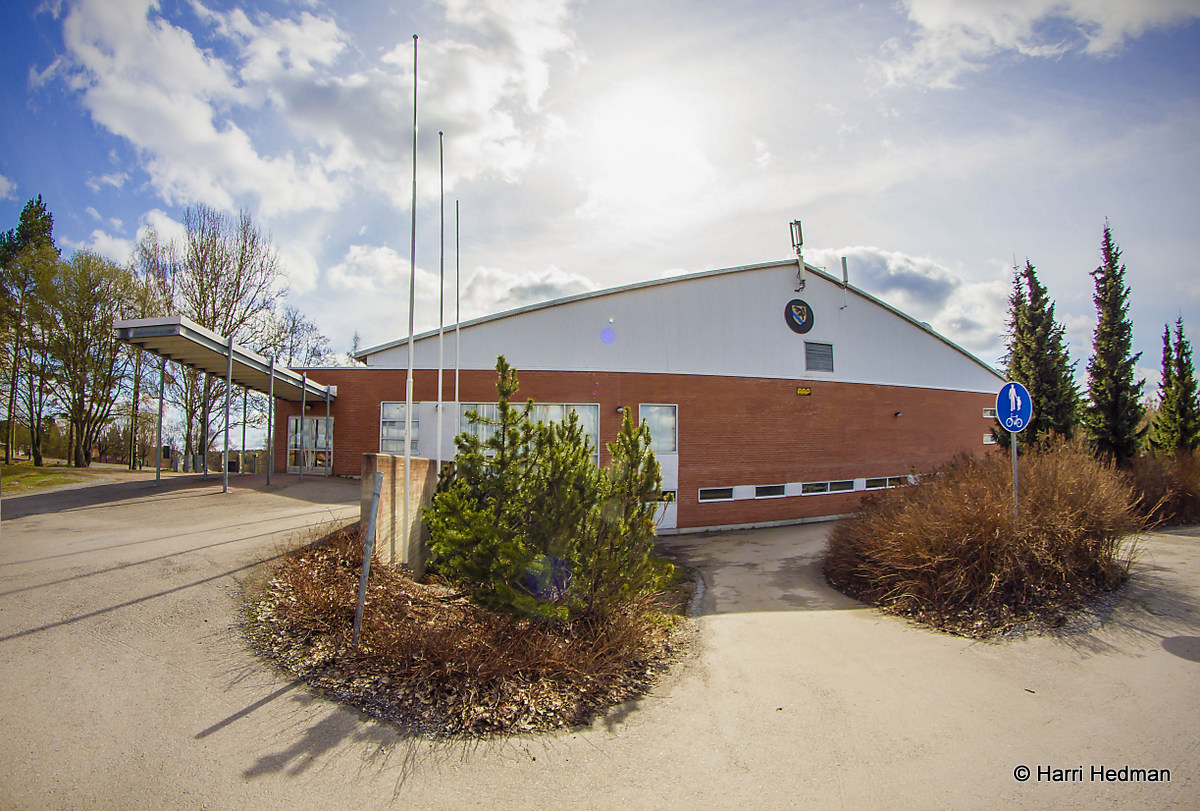
Lodowisko klubu

W sezonie 2015/2016 pracę w sztabie trenerskim klubu podjął Janne Ojanen.

## Sukcesy
- Srebrny medal Suomi-sarja: 2013
- Brązowy medal Suomi-sarja: 2017, 2018
- Złoty medal Suomi-sarja: 2023

## Zawodnicy
Zastrzeżone numery
- 10 – Topi Salmela
- 13 – Pekka Palonen
- 19 – Teemu Lehtonen